# Frankolovo
Frankolovo este o localitate din comuna Vojnik, Slovenia, cu o populație de 281 de locuitori.